# Damias reducta
Damias reducta là một loài bướm đêm thuộc phân họ Arctiinae, họ Erebidae.